# Николај Морозов
Николај Морозов (рус. Николай Морозов; Москва, 17. децембар 1975) је бивши клизач у уметничком клизању, а који тренутно ради као тренер и кореограф. Такмичио се за Русију у категорији плесних парова са својом првом женом Татјаном Навком. Завршили су на 16-ом месту на Зимској Олимпијади 1998. После светског првенства 1999, Навка одлучује да промени партнера а Морозов одлучује да се повуче са клизања. После повлачења, Морозов постаје асистент чувеног тренера Татјане Тарасове. Године 2003 Тарасова и Морозов прекидају сарадњу када Тарасова открије да је Морозов радио кореографију за програм Мишел Кван, зато што је у то време Тарасова тренирала ривала Кванове Сашу Коен.
После разлаза са Тарасовом, Морозов се прославио кореографијом. Његови клијенти су Мишел Кван, Такеши Хонда и Брајан Жубер. Такође његово име у тренерском свету постаје све веће и веће. Тренирао је Ша-Лин Боурн и Victor Kraatz за Канадско прво злато у плесним паровима. Такође је тренирао и пар Елена Грушина и Руслан Гончаров који су освојили олимпијску бронзу док је његов најуспешнији ученик била Шизука Аракава која је освојила једино злато за Јапан на Олимпијским играма 2006 у Торину, мада је опет његов ученик била само месец дана. Сада је тренер клизачице Мики Андо.
Морозов је тренутно ожењен Ша-Лин Боурн.